# Josep Barceló i Massip
Josep Barceló i Massip (Sabadell, 9 de desembre de 1958), més conegut com a Jep Barceló, és un actor català.
Va començar a actuar als 15 anys, a la Joventut de la Faràndula de Sabadell, on es va dedicar bàsicament a fer teatre infantil fins al 1991.
El 1985 va ser un dels fundadors del grup de teatre Doble Via i el 1988, quan es va crear la companyia del Teatre del Sol, també en va formar part. L'any 1997 va ser un dels fundadors del grup Il·lús Teatre, liderat per Jordi Fité. Barceló va treballar a la Caixa Sabadell i no va ser fins al 2001 que es va començar a dedicar professionalment a la interpretació. Des de llavors, ha fet teatre, cinema, televisió, publicitat, lectures i enregistraments varis.
El 28 de setembre de 2011 va començar a interpretar el paper de Joan Maragall en l'obra Maragall a casa, amb text de Josep M. Jaumà, direcció de Dolors Vilarasau i musica del sabadellenc Joan Alavedra. Es tracta d'un espectacle construït a partir d'articles, poemes i correspondència del poeta Maragall, interpretat al menjador de casa seva, a Sant Gervasi, en què explica les seves vivències, els seus somnis i el seu ideari. Aquestes representacions s'havien de fer només durant l'Any Maragall 2010-2011 (que commemorava els 150 anys del naixement i centenari de la mort de Joan Maragall), però s'han anat duent a terme fins a dia d'avui.

## Obra (selecció)[5]

### Teatre
- Una família normal, de Marta Buchaca, dirigit per Alba Collado, amb Estrena Morena (2019)
- La nit de la Molly Bloom, a partir del text de James Joyce (versió escènica de José Sanchís Sinisterra), dirigit per Artur Trias (2018-2019)
- Testimoni de càrrec, d’Agatha Christie, dirigit per Pepa Calvo, amb Teatre del Raval (2016-2017)
- Ve de nou (sobretot al principi), d’Anna Fité, dirigit per Anna Fité, amb Estrena Morena (2016-2017)
- Coliseum - Els Jocs de Roma, dirigit per Cesc Martinell, Mireia Blasco i Gerard Iravedra, al Palau Sant Jordi, amb Drakònia Produccions (2014)
- Rei i senyor, de Josep Pous i Pages, dirigit per Toni Casares, al Teatre Nacional de Catalunya (2012)
- Peter Grimes, de Benjamin Britten, amb direcció musical de Josep Pons i direcció escènica de Lluís Pascual, al Gran Teatre del Liceu (2004)
- Coriolà, de W. Shakespeare, dirigit per Georges Lavaudant, Teatre Nacional de Catalunya (2002)
- El cafè de la marina, de Josep M. de Sagarra, dirigit per Ramon Ribalta, al Teatre del Sol de Sabadell (1994)
- Molt soroll per no res, de W. Shakespeare, dirigit per Ramon Ribalta i Jordi Fité, al Teatre del Sol (1992)
- Aquesta ciutat, de Thornton Wilder, dirigit per
- Salvador Fité, amb Doble Via Grup de Teatre (1986)

### Cinema
- Beloc, el ciego, curt de Dídac Cabello (2021)
- Un día normal (Fundación Prevent), Onidea Disseny i Comunicació, SL (2019)
- The Key (Jakobowens Short Horror Film Contest), curt de Guillem Barceló (2018)
- Baton-Dries Van Noten, dirigit per Albert Moya, Les Films Sur Mer, SL (2016)
- Faltes internes, curt de Pere Savalls, estrenat al Festival Internacional de Cinema de Catalunya, Sitges 2001

### Televisió
- Porca miseria, Arriska Films (Kràmpack) (2004)
- De moda, Telemadrid, ETB, CanalSur - Diagonal TV (2004)
- Setze dobles, Diagonal TV (2003)
- El cor de la ciutat (2001-2002)
- Temps de silenci, Diagonal TV (2001)
- Com si fos ahir (2018- 2019)
- La Riera (2015)
- Prim, anatomia d’un general, documental dirigit per Santi Trullenque, Batabat, Ajuntament de Reus, TV3 i TVE (2014)